# Campionato italiano maschile di pallanuoto 1908
Il campionato italiano 1908 è stata la 7ª edizione non riconosciuta dalla FIN del campionato italiano maschile di pallanuoto. Il torneo, organizzato dalla Federazione Italiana di Nuoto Rari Nantes, vide competere solamente due squadre: la Podistica Lazio, vincitrice uscente, e la Rari Nantes Roma.
L'incontro si disputò domenica 27 settembre, presso lo stabilimento delle Acque Albule a Tivoli.

## Classifica
|  |    | Classifica finale 1908 | Pt | G | V | N | P | GF | GS | DR |
|  | -- | ---------------------- | -- | - | - | - | - | -- | -- | -- |
|  | 1. | Lazio                  | 2  | 1 | 1 | 0 | 0 | ?  | ?  | ?  |
|  | 2. | Rari Nantes Roma       | 0  | 1 | 0 | 0 | 1 | ?  | ?  | ?  |

## Verdetti
- Podistica Lazio Campione d'Italia 1908